# Лесогорск (Иркутская область)
Лесого́рск — рабочий посёлок в Чунском районе Иркутской области России.

## История
Лесогорск основан в 1953 году. Первоначальное название рабочего посёлка было Ленинский.  Статус посёлка городского типа и новое название Лесогорск были получены в 1960 году по предложению директора ЛДК Тычина Валентина Викторовича. Строительством посёлка занималось Новочунское СМУ (строительно-монтажное управление), организованное трестом "Красноярсклеспромстрой", с 26 августа 1953 года. Градобразующее предприятие посёлка -  лесопильно-деревообрабатывающий комбинат Ленинский ЛДК (позже Лесогорский ЛДК, сейчас часть объединения ОАО "Лесогорсклес" ),  крупнейший на тот момент в Иркутской области. В посёлке проживали рабочие этого предприятия с семьями. В 1998 году в состав посёлка вошло соседнее село Баянда. В 2006 году в состав Лесогорского муниципального образования вошли посёлок Лесогорск, посёлок Бидога и село Баянда.
Управление посёлком осуществлял Лесогорский поселковый Совет народных депутатов. Первая сессия началась 1 марта 1961 года. Первым председателем Совета был Петраков Герман Иванович. С 1961 по 1992 годы председателями Совета последовательно были:
1. Петраков Герман Иванович,
2. Домрачев Георгий Степанович,
3. Щербаков Захар Тимофеевич,
4. Пожарская Валентина Сергеевна,
5. Шурапов Геннадий Иванович,
6. Бойко Василий Петрович,
7. Крестьянинов Леонид Александрович.

С 1 июня 1992 года была создана Лесогорская поселковая администрация и был назначен новый глава администрации  - Румянцева Вера Михайловна. С 1992 года главами Лесогорской поселковой администрации последовательно были:
1. Румянцева Вера Михайловна (май 1992 - ноябрь 1993),
2. Крестьянинов Леонид Александрович (декабрь 1993 - июнь 1996),
3. Каширцев Пётр Александрович (август 1996 - октябрь 2005).

С 1 июня 2006 года было создано Лесогорское муниципальное образование на основании Федерального Закона "Об общих принципах организации местного самоуправления  в Российской Федерации". Главой Лесогорского МО  с  9 октября 2005 стал Каширцев Пётр Александрович, избранный всенародным голосованием. Главой Лесогорской поселковой Думы избран Уразаев Владимир Александрович.
В 1954 году основана начальная школа во временном щитовом здании, где занимались ученики с 1 по 4 класс. 1 сентября 1956 года прозвенел первый звонок для учеников уже семилетней школы в новом двухэтажном щитовом здании барачного типа. 8 сентября 1958 года Ленинская восьмилетняя школа стала школой-интернатом. 1 сентября 1961 года школа получила своё современное название - Лесогорская средняя школа № 4. В 1965 году школа впервые выпустила 10 класс. Долгие годы занятия в школе проходили в трёх зданиях - в интернате, в бараке и в начальной школе (сейчас это здание детского сада). Постоянное четырехэтажное типовое кирпичное здание школы было построено к 1 сентября 1975 года. С 1965 по 2014 годы в Лесогорской средней школе № 4  аттестаты о полном среднем образовании получили 2794 ученика. Сегодня школа называется МОБУ СОШ № 4 р.п. Лесогорск (муниципальное общеобразовательное бюджетное учреждение средняя общеобразовательная школа № 4 рабочего посёлка Лесогорск), директор Наумова Алла Витальевна.
В 1957 году в посёлке была построена больница, состоявшая из поликлиники, стационара и родильного дома. В 1959 году сданы в эксплуатацию ясли-сад "Теремок" и детский сад "Тополёк". В 1961 году построена и сдана в эксплуатацию Лесогорская ТЭЦ. В 1966 году начала работу школа-интернат № 11 для детей-сирот и оставшихся без попечения родителей. В 1968 году открылся кинотеатр "Октябрь". С 1975 года началось возведение пятиэтажных кирпичных и панельных жилых домов. В 1988 году открыл свои двери для посетителей Дом Культуры "Родник" на 550 мест.
В 1990-х годах в посёлке сложилась своя православная община, и было решено открыть храм. Зданием для  храма стал бывший книжный магазин. 1 апреля 1998 года здание было освещено в честь преподобного Серафима Саровского иереем Владимиром Стебницким, настоятелем храма святителя Иннокентия епископа Иркутского в посёлке Чунский, ставшим первым настоятелем нового храма. Первая литургия состоялась 1 августа 1998 года . Храм преподобного Серафима Саровского в посёлке Лесогорск относится к Тайшетскому церковному округу Саянской епархии Русской Православной Церкви Московского Патриархата . Настоятелями храма преподобного Серафима Саровского в посёлке Лесогорск последовательно были:
1. иерей Владимир Стебницкий  (1998-2001 годы),
2. иерей Дмитрий (2001-2002 годы),
3. иеромонах Алексий Парчук (2002-2012 годы), в помощь которому временно приезжали протоиерей Олег Ушаков и иерей Алексий Микушин,
4. настоятели из числа миссионеров Белгородской епархии (2012-2016 годы): иерей Николай Михальцов, иерей Александр Волков, иерей Василий Химин, иерей Павел Гамандий,
5. иерей Павел Гамандий (2016-2018 годы),
6. протоиерей Павел Талалаев (с 2018 по сей день) [6].

## Население
| 1970  | 1979  | 1989  | 2002  | 2009  | 2010  | 2011  |
| ----- | ----- | ----- | ----- | ----- | ----- | ----- |
| 6124  | ↗8176 | ↗8841 | ↘5964 | ↘5851 | ↘5511 | ↘5452 |
| 2012  | 2013  | 2014  | 2015  | 2016  | 2017  | 2021  |
| ↘5347 | ↘5243 | ↘5188 | ↘5095 | ↘5055 | ↘4982 | ↘4260 |

2018 год - 4933 чел.
2019 год - 4819 чел.
2020 год - 4697 чел.
2021 год - 4581 чел.